# هاري م دورتي
هاري ميكاجاه دورتي (بالإنجليزية: Harry M. Daugherty)‏ (26 يناير 1860 - 21 أكتوبر 1941) هو سياسي أمريكيـ وكان أحد أهم السياسيين الجمهوريين في ولاية أوهايو، اشتهر دورتي لخدمته في منصب نائب عام الولايات المتحدة تحت رئاسة وارن جي. هاردينغ وكالفين كوليدج.
ورغم كونه زعيما سياسيا للحزب الجمهوري في أوهايو منذ الثمانينيات من القرن التاسع عشر وحتى العقد الأول من القرن العشرين، إلا أن دورتي نفسه لم ينتخب سياسيا إلا لفترة وجيزة على مستوى الولاية، حيث خدم لفترين فقط في الجمعية العامة في أوهايو، وعمل في آخر عامين من عهد الحاكم وقتها ويليام ماكينلي. وسعى إلى نيل منصب وطني عدة مرات، لكن مساعيه فشلت في تأمين ترشيح حزبه ولم ينتخب أبدا للمنصب مرة أخرى.
ظل دورتي شخصية مؤثرة وساهم في انتخاب العديد من أعضاء مجالس النواب والشيوخ. كان مدير حملة وارن ج. هاردينغ لرئاسة الولايات المتحدة في انتخابات عام 1920. وعينه هاردينغ في منصب النائب العام بعد نجاحه في الانتخابات. وبهذه الصفة، ساهم دورتي في منح العفو الرئاسي للمعارضين المناهضين للحرب مثل يوجين فيكتور دبس.
أصبح دورتي موضع عمليتي تحقيق بشأن الفساد الفدرالي، وفي عام 1924 أجبر على الاستقالة من منصبه كنائب عام من قبل خليفة هاردينغ، وهو الرئيس كالفن كوليدج.

## التعليم
تعلم في جامعة ميشيغان.

## روابط خارجية
- هاري م دورتي على موقع الموسوعة البريطانية (الإنجليزية)
- هاري م دورتي على موقع إن إن دي بي (الإنجليزية)